# День независимости (Пакистан)
День независимости Пакистана (урду یوم استقلال‎) — национальный праздник Пакистана. Отмечается ежегодно с 1947 года.

## История
Праздник отмечается 14 августа, в этот день Пакистан стал независимым государством. День независимости отмечается по всей стране с церемонией поднятия государственного флага, отдаётся дань уважения национальным героям и запускаются фейерверки в Исламабаде. Основные торжества проходят в столице, где президент и премьер-министр поднимают национальный флаг над зданием Парламента и выступают с поздравительными речами (которые идут в прямой трансляции). В своей речи лидеры рассказывают о достижениях правительства, о целях, поставленных на будущее.

## Празднование
14 августа во всех столицах провинций Пакистана проходят культурно-массовые мероприятия. В городах по всей стране осуществляется церемония поднятия флага назимом города. В различных частных организациях поднятие флага осуществляет руководитель этой организации. Также происходит смена караула у мавзолея Мухаммада Али Джинны.
День независимости не отмечался 14 августа 2010 года, так как в это время страна боролась с последствиями наводнения. Все официальные военные и правительственные мероприятия, которые традиционно проводятся в этот день, были отменены.